# 카르케미시

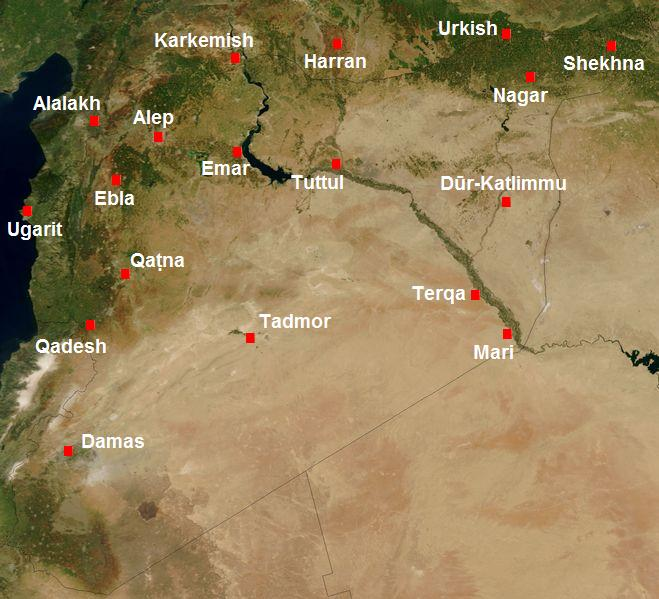
기원전 두 번째 천년의 시리아의 지도, 카르케미시가 보인다.

카르케미시(Carchemish 또는 Karkemish)는 미탄니와 히타이트의 중요한 고대 도시였다. 히타이트의 수필룰리우마 1세의 왕자인 피야시실리스가 히타이트에서 독립한 후 건설하였다. 기원전 1321년부터 기원전 717년까지 존재했다.
지금은 튀르키예와 레바논의 국경에 위치한다. 그곳은 성경에 언급된 바빌로니아와 이집트간의 카르케미시 전투장이였다. 도시는 지역에서는 자라블로스(Jarabulus)라 알려져 있으며 성경의 도시 예라블루스이다. 또는 제라비(Djerabis)스라고도 한다. 사실 튀르키예-시리아 경계의 남쪽에 자라블루스라는 마을이 있다. 튀르키예의 카르케미시의 반대편이다.

## 카르케미시의 왕
- 피야실리스 또는 샤리-쿠슈크, 수필룰리우마 1세(d. ca. 1315)의 왕자
- [...]샤루마, 피야실리스의 아들
- 샤르쿠루누와, 피야실리스의 아들
- 이니-테슙 1세 (fl. ca. 1230s)
- 탈미-테슙 (fl. ca. 1200)
- 쿠지-테슙 (fl. ca. 1170), 하티 함락후에 대왕으로 선언
- 이니-테슙 이세 (fl. ca. 1100)
- 투드할리야 (ca. 1100,이니테슙 2세와의 순서가 불확실)
- [...]파지티스
- 우라-타룬자스
- 수히스 1세
- 아스투와타만자스
- 수히스 2세
- 카투와스 (fl. ca. 900)
- 상가라 (870-848)
- 아스티루와스 (ca. 840)
- 야리리스 또는 아라라스 (ca. 815)
- 카마니스 (ca. 790)
- 사스투라스 (ca. 760)
- 피시리스 (fl. 730s), 카르케미시의 마지막 왕. 아시리아의 사르곤 2세에 기원전 717년 격파되면서, 카르케미시는 역사 속으로 사라진다.